# Liliomvirágúak
A liliomvirágúak (Liliales) az egyszikűek osztályának (Liliopsida) egy rendje.

## Sajátosságaik
A liliomvirágúakat a spárgavirágúak rendjétől (Asparagales) leginkább az különbözteti meg, hogy mézfejtőik nem a termőlevelek forradásainál, hanem a lepel- és a porzólevelek tövénél helyezkednek el. 
Legnagyobbrészt lágyszárú, geofiton életformájú növények tartoznak ide. Leveleik erezete párhuzamos vagy ívelt. Virágaik ötkörösek és körönként háromtagúak. Virágtakarójuk többnyire szabadon álló, színes lepellevelekből áll. Rovarmegporzásúak. Virágaik igen változatos – füzéres, fürtös, legyező- vagy forgószerű – virágzatokat alkotnak. Termésük rekeszekre hasadó tok, nagyon ritkán bogyó. Szívre ható glikozidjaik nincsenek.

## Rendszertan
Régebbi rendszerekben (Tahtadzsján, Soó Rezső, Hortobágyi Tibor) hatalmas család volt, nagyon különböző növények tartoztak ide (az apró termetű hóvirágtól a fás szárú sárkányfáig), így igencsak inhomogénné vált.
Az újabb kladisztikus taxonómiában már sok családot kiemeltek, melyek nem tartoznak ebbe a rokonsági körbe (pl. agávéfélék (Agaveceae), csodabogyófélék (Ruscaceae), hagymafélék (Alliaceae), jácintfélék (Hyacinthaceae), nősziromfélék (Iridaceae) stb.), így a csoport sokkal egységesebbé és jobban kezelhetőbbé vált. Mára már csak 10 család tartozik a rendbe, a kladogramon két fő monofiletikus klád jelentkezik: egyik végen a kikericsfélék (Colchicaceae), a másikon a liliomfélék (Liliaceae). Az APG III-rendszerben a korábban külön kezelt Luzurigaceae családot beolvasztották az Alstroemeriaceae-be, a korábban a kikericsfélék közé tartozó, ám morfológiailag jól megkülönböztethető monotipikus Petermannia génuszt pedig külön családdá emelték ki, Petermanniaceae néven.